# Gotha G.IV
Gotha G.IV – niemiecki średni samolot bombowy z okresu I wojny światowej.

## Historia
W czasie I wojny światowej lotnictwo niemieckie wobec niesprawdzenia się koncepcji bombardowań strategicznych przy pomocy sterowców, już na początku 1915 roku zwróciło się do wytwórni lotniczych o podjęcie produkcji samolotów bombowych mogących je zastąpić.
Produkcję tego typu samolotów w układzie dwupłata podjęła się wytwórnia Gothäer Wagonfabrik AG. Już w styczniu 1915 roku inż. Oskar Ursinus i inż. Helmut Friedel opracowali prototyp dwusilnikowego samolotu bombowego, który oznaczono jako Gotha G.I. Następnie w 1916 roku zbudowano kolejny prototyp oznaczony jako Gotha G.II opracowany przez inż. Hansa Burkharda i inż. Karla Rösnera. Oba te prototypy nie spełniały jednak warunków dla samolotów bombowych zdolnych do bombardowań strategicznych na terytorium przeciwnika. 
W wytwórni Gotha pomimo tych niepowodzeń opracowano jednak kolejny prototyp, który został opracowany przez inż. Karla Rösnera na bazie produkowanego już seryjnie samolotu bombowego Friedrichshafen G.III. Samolot ten opracowano w 1916 roku i został on oznaczony jako Gotha G.IV. 
Samolot Gotha G.IV spełniał warunki samolotu bombowego dla bombardowań strategicznych i został wprowadzony do produkcji seryjnej, która trwała do zakończenia I wojny światowej. Dane odnośnie do produkcji są rozbieżne, według niektórych źródeł wyprodukowano 50 samolotów w wytwórni Gotha, 100 na licencji w LVG i 80 na licencji w Siemens-Schuckert Werke (SSW).

## Użycie

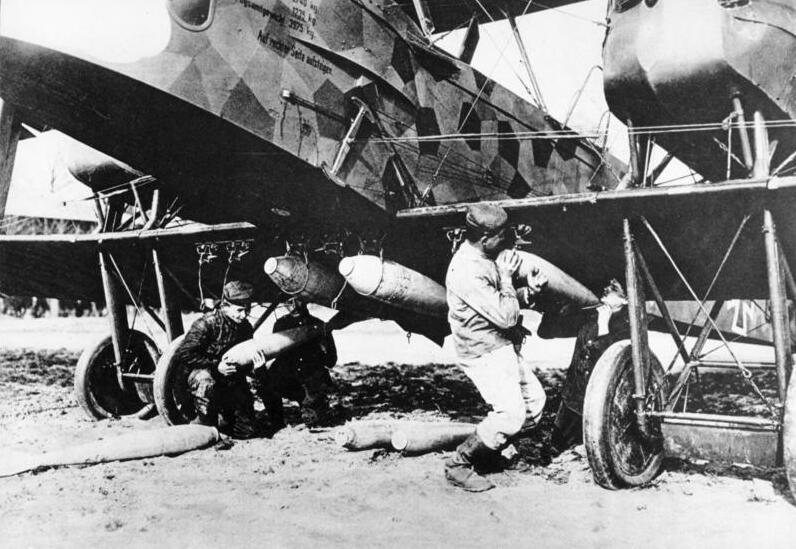
Podwieszanie bomb pod samolot Gotha.

Samoloty Gotha G.IV były systematycznie wprowadzane do użycia w lotnictwie niemieckim. 30 samolotów produkcji LVG dostarczono lotnictwu Austro-Węgier.
Po raz pierwszy wzięły one udział w bombardowaniu Anglii w lutym 1917 roku. Potem uczestniczyły w wyprawach bombowych na Londyn w maju i czerwcu 1917 roku. 
W 1918 użyto tych samolotów w nocnych wyprawach bombowych na Londyn i Paryż oraz w dziennych wyprawach bombowych na terytorium Francji.
Jeden samolot Gotha G.IV nr 213/17 (później 100/17) został zdobyty przez siły polskie 16 stycznia 1919 po jego lądowaniu pod Nowym Tomyślem (wbrew niektórym informacjom, nie został zdobyty na lotnisku Ławica). W dniu 30 kwietnia 1920 roku wcielony do polskiej 21. Eskadry Niszczycielskiej. Był używany operacyjnie podczas wojny polsko-radzieckiej od 20 maja do 2 sierpnia 1920. 31 sierpnia 1920 został uszkodzony przy lądowaniu, po czym nie został naprawiony. Polska otrzymała jeszcze jeden G.IV w styczniu 1921 w ramach reparacji wojennych, ale nie był używany. Ponadto, dwa niemieckie G.IV przymusowo wylądowały w Polsce w 1919 roku, lecz jeden został zniszczony, a co do drugiego brak informacji o jego losie.

## Opis konstrukcji

Silnik Mercedes D.IVa eksponowany w MLP w Krakowie

Samolot Gotha G.IV był dwupłatowym samolotem bombowym o konstrukcji mieszanej.
Kadłub miał konstrukcję drewnianą, kratownicową i pokryty był płótnem. W jego przedniej części, wystającej przed komorę płatów, mieściła się wewnętrzna kabina obserwatora. Miała ona u góry otwór, przez który obserwator mógł obsługiwać zamontowany na obrotnicy ruchomy karabin maszynowy. Pod kabiną obserwatora i dolnym płatem znajdowały się zamki, na których podczepiano bomby. Za kabiną obserwatora pod górnym płatem znajdowała się odkryta kabina pilota, a za nią kabina strzelca. Strzelec obsługiwał zamontowany na obrotnicy ruchomy karabin maszynowy. Mógł on z niego prowadzić ogień do góry, na boki i dzięki podłużnemu otworowi w górnym pokryciu kadłuba i otworowi w dolnej części kadłuba również w dół, pod kątem 60º. Na końcu kadłuba zamontowano usterzenie klasyczne o konstrukcji metalowej.  
Płaty o konstrukcji drewnianej dźwigarowej kryte płótnem. Lotki umieszczono na obu płatach. Płat górny miał większą rozpiętość.  
Napęd samolotu stanowiły dwa silniki rzędowe umieszczone w gondolach z blach duraluminiowych zamocowanych do dolnego płata po obu stronach kadłuba.